# Huset Babenberg
Huset Babenberg är en medeltida tysk adelsätt, vars huvudmän var markgrevar 976–1156 och senare hertigar av Österrike 1156–1246. Det är osäkert om släkten härstammade från den äldre grevesläkten av Babenberg. Som mer sannolikt gäller husets härstamning från markgreve Luitpold, stamfader till huset Luitpold. I alla fall tillhörde stamfadern Luitpold I av Babenberg den bayerska högadeln.
Luitpold I omämns för första gången som markgreve av Marchia orientalis, markgrevskapet som senare skulle kallas för Österrike. Under Luitpold och hans efterkommande växte grevskapets betydelse och år 1156 upphöjdes Österrike till hertigdöme. 1192 förvärvade Babenbergarna även hertigdömet Steiermark. Med Fredrik II som stupade i strider mot ungrare år 1246 utslocknade ätten. Hertigdömena Österrike och Steiermark tillföll 1278 huset Habsburg – efter 30 års arvsstrider.

## Regenter och viktiga personer från Huset Babenberg

### Markgrevar och hertigar av Österrike
- Luitpold I, markgreve (976–994)
- Henrik I, markgreve (994–1018)
- Adalbert, markgreve (1018–1055)
- Ernst, markgreve (1055–1075)
- Luitpold II, markgreve (1075–1095)
- Leopold III, markgreve (1095–1136)
- Leopold IV, markgreve (1136–1141) och hertig av Bayern (1139–1141)
- Henrik II, markgreve (1141–1156), hertig av Bayern (1141–1156), hertig av Österrike (1156–1177)
- Leopold V, hertig (1177–1194)
- Fredrik I, hertig (1194–1198)
- Leopold VI, hertig (1198–1230)
- Friedrich II, hertig (1230–1246)

### Hertigar av Steiermark
- Leopold V, hertig (1192–1194)
- Leopold VI, hertig (1194–1230)
- Friedrich II, hertig (1230–1246)

### Viktiga personer
- Ernst, son till Luitpold I, hertig av Schwaben 1012–1015
  - Ernst, son till Ernst av Schwaben, hertig av Schwaben 1015–1030, förebild för det medeltida eposet Hertig Ernst från 1180-talet.
  - Hermann, son till Ernst av Schwaben, hertig av Schwaben 1030–1038
- Poppo, son till Luitpold I, ärkebiskop av Trier 1016–1047
- Otto av Freising, son till Leopold III, biskop av Freising 1138–1158 och en av de mest betydande medeltida historiker i det tysk-romerska riket.
- Konrad, son till Leopold III, ärkebiskop av Salzburg 1164–1168